# یواس‌اس لیمان (دی‌ئی-۳۰۲)
یواس‌اس لیمان (دی‌ئی-۳۰۲) (به انگلیسی: USS Lyman (DE-302)) یک کشتی بود که طول آن ۲۸۹ فوت ۵ اینچ (۸۸٫۲۱ متر) بود. این کشتی در سال ۱۹۴۳ ساخته شد.